# Лагримоне (Парма)
Лагримоне је насеље у Италији у округу Парма, региону Емилија-Ромања.
Према процени из 2011. у насељу је живело 209 становника. Насеље се налази на надморској висини од 707 м.